# Infrarotstrahlung

Infrarotbild des Orionnebels

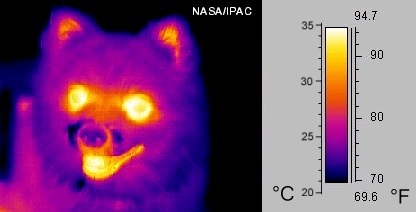
Eine Infrarotfotografie (MIR, um 10 µm) eines kleinen Hundes (Falschfarbendarstellung)

Infrarotstrahlung (kurz IR-Strahlung, selten Ultrarotstrahlung) ist in der Physik elektromagnetische Strahlung im Spektralbereich zwischen sichtbarem Licht und der längerwelligen Terahertzstrahlung. Üblicherweise ist damit Licht (i. w. S.) mit einer Wellenlänge zwischen 780 nm und 1 mm gemeint. Dies entspricht einem Frequenzbereich von 300 GHz bis 400 THz bzw. einem Wellenzahlbereich von 10 cm−1 bis 12.800 cm−1. Sie bildet die Grundlage von Anwendungen zum Beispiel in der Thermografie, Fernerkundung, bei Fernbedienungen und Nachtsichtgeräten.
Der lateinische Namensbestandteil infra bedeutet „unterhalb“, insgesamt also „unterhalb rot“ und bezieht sich auf die Frequenz.

## Einteilung des Spektralbereichs
Eine Einteilung des infraroten Spektralbereichs, Infrarot genannt (kurz IR), beruht auf den Arten der Molekülschwingungen, die sich auf die Anwendungen auswirken. Die Begriffe und Grenzen sind nicht eindeutig wie im sichtbaren Bereich definiert und werden teils durch Anwendungen oder spezielle physikalische Phänomene bestimmt, weshalb es mehrere unterschiedliche Festlegungen gibt. Das International Commission on Illumination (CIE) und DIN schlagen die Einteilung in drei Bänder vor: IR-A, IR-B und IR-C. Die Festlegung mit den Bezeichnungen NIR, MIR und FIR folgt der ISO 20473.
| Benennung          | Kurzzeichen | Kurzzeichen | Wellenlänge (μm) | Strahlungs- Temperatur nach Wien (Kelvin) | Einsatzbereiche / Bemerkungen |
| ------------------ | ----------- | ----------- | ---------------- | ----------------------------------------- | --- |
| nahes Infrarot     | NIR         | IR-A        | 0,78…1,40        | 3700…970                                  | kurzwelliger Teil des NIR-Bereichs, 780-nm-Grenze bedingt durch den dem Sonnenspektrum angepassten menschlichen Sehsinn. photographisches Infrarot (ColorInfraRed, CIR) liegt bei 0,7 bis 1,0 µm: fotografischer Film kann diesen Wellenbereich aufnehmen. |
| nahes Infrarot     | NIR         | IR-B        | 1,4…3,0          | 3700…970                                  | langwelliger Teil des NIR-Bereichs Die Begrenzung ist in der Wasserabsorption bei 1450 nm begründet. |
| mittleres Infrarot | MIR         | IR-C        | 03…50            | 970…600                                   | Bereich thermischer Strahlung bei irdischen Temperaturen |
| fernes Infrarot    | FIR         | IR-C        | 0050…1000        | 60…30                                     | Die Atmosphäre absorbiert hier stark, an der Grenze zum Mikrowellenbereich wird gerade noch die kosmische 3-Kelvin-Strahlung sichtbar. |

Auch andere Festlegungen sind üblich, beispielsweise ist eine häufig im angloamerikanischen Raum genutzte und bei der Spezifikation von Erderkundungskameras angewandte Unterteilung:
- nahes Infrarot (englisch: near infrared, NIR) ist kurzwellige IR-Strahlung, die sich direkt an den sichtbaren (roten) Bereich anschließt von 780 nm bis 1400 nm.
- kurzwelliges Infrarot (englisch: short wavelength, SWIR) 1,4 bis 3,0 µm
- mittleres Infrarot (englisch: mid wavelength, MWIR) mit Wellenlängen von 3,0 µm bis 8 µm.
- langwelliges Infrarot (englisch: long-wavelength, LWIR) 8 bis 15 µm
- fernes Infrarot (englisch: far infrared, FIR) ist langwellige IR-Strahlung von 15 µm bis 1 mm und reicht in den Bereich der Terahertzstrahlung.

## Quellen

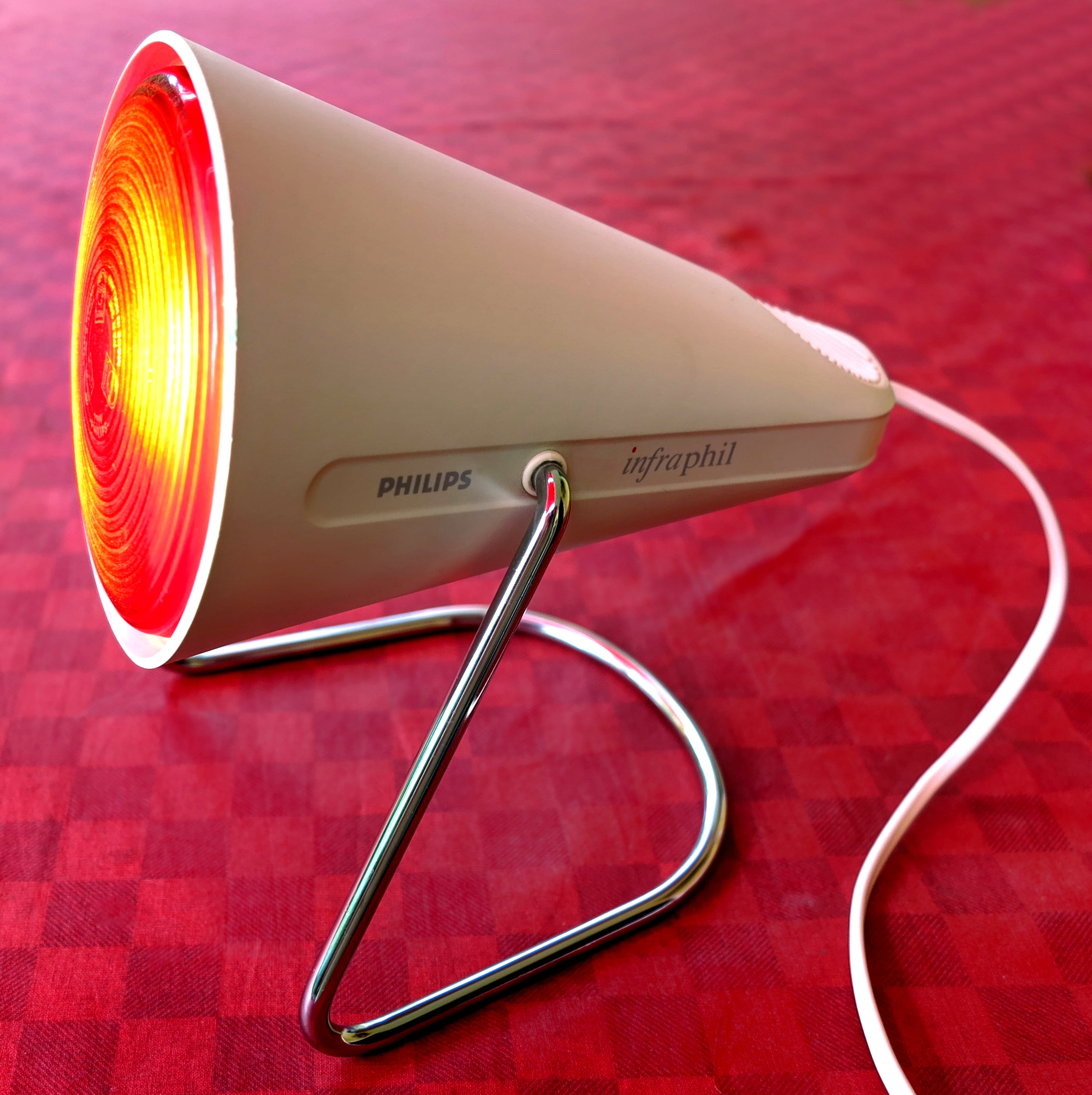
Infrarotlampe für medizinische Zwecke

## Geschichte
Die IR-Strahlung wurde um 1800 vom deutsch-britischen Astronomen, Techniker und Musiker Friedrich Wilhelm Herschel bei dem Versuch entdeckt, die Temperatur der verschiedenen Farben des Sonnenlichtes zu messen. Er ließ dazu Sonnenlicht durch ein Prisma fallen und platzierte Thermometer in den einzelnen Farbbereichen. Er bemerkte, dass jenseits des roten Endes des sichtbaren Spektrums das Thermometer die höchste Temperatur anzeigte. Es war zunächst unklar, ob die Ursache hierfür eine neue Art Strahlung oder eine unsichtbare Form des Lichts war. Sie wurde zunächst und bis Anfang des 20. Jahrhunderts als „Wärmestrahlung“ oder „Ultrarot“ bezeichnet. Der Name „Infrarot“ setzte sich erst ab den 1880er Jahren durch. Der genaue Ursprung der Bezeichnung ist unbekannt.

## Nachweis
Zum Nachweis von IR-Strahlung aller Wellenlängen eignen sich thermische Detektoren (Thermoelemente oder Bolometer). Im kurzwelligen Bereich werden halbleiterbasierte Detektoren verwendet (siehe dazu innerer photoelektrischer Effekt). Auch Digitalkameras sind geeignet, wenn ihr IR-Sperrfilter nicht zu stark ausgelegt ist. Zur Aufnahme von IR-Bildern im nahen Infrarotbereich eignen sich weiterhin spezielle fotografische Filme und bei längeren Wellenlängen (mittleres Infrarot) werden gekühlte Halbleiterdetektoren, pyroelektrische Sensoren (PIR-Sensoren) oder Thermosäulen verwendet.

## Anwendungen

### Heizung
Eine wesentliche Anwendung ist die Heizung durch Strahlung. Jeder Heizkörper sendet infrarote Strahlung aus, insbesondere bei Temperaturen deutlich über 100 °C. Darunter überwiegt meist die Wärmeabgabe an die Luft; allerdings steigt die Behaglichkeit durch den Strahlungsanteil. Komplette Hausheizungen oder Übergangsheizungen im Bad werden mittels Infrarot-Panels ausgeführt. Die Raumstation Mir wurde seit 1986 auf diese Art beheizt. Andere Beispiele sind Heizpilze und Infrarotgrills.

### Chemische Analytik und Verfahrenstechnik

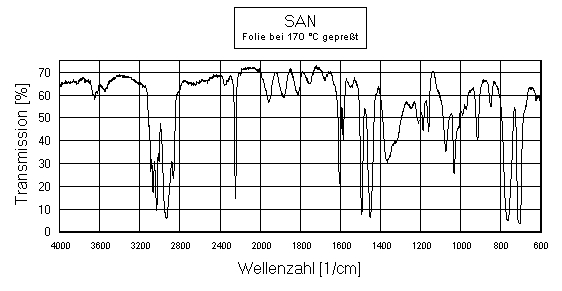
Transmissionsinfrarotspektrum eines Styrol-Acrylnitril-Copolymers (SAN)

Infrarotstrahlung regt Moleküle zu Schwingungen und Rotationen an. Die Infrarotspektroskopie ist ein physikalisch-chemisches Analyseverfahren. Die Absorption von infrarotem Licht definierter Wellenlängen wird zur Strukturaufklärung unbekannter Substanzen eingesetzt. Durch quantitative Bestimmung lässt sich die Reinheit von bekannten Substanzen bestimmen. Die Infrarotspektroskopie wird bei der Abfalltrennung von Kunststoffen genutzt.
Die Absorptionszentren der Molekülschwingungen sind direkt mit dem Brechungsindex der Materialien und somit ihrem Reflexionsverhalten verknüpft. Im infraroten Bereich wird dies unter anderem bei der Infrarotreflektographie ausgenutzt.

### Kunstwissenschaft
Die Infrarotreflektographie ist eine hauptsächlich in der Kunstwissenschaft angewandte Untersuchungsmethode, mit der sich über die Reflexionseigenschaften der auf einem Bildträger aufgebrachten Farbmittel Zeichnungselemente aus stärker reflektierenden Stoffen sichtbar machen lassen. Mit dieser berührungs- und zerstörungsfreien Technik ist es möglich, die obere Malschicht eines Gemäldes zu durchdringen und die sonst nicht sichtbare Unterzeichnung zu dokumentieren.

### Astronomie

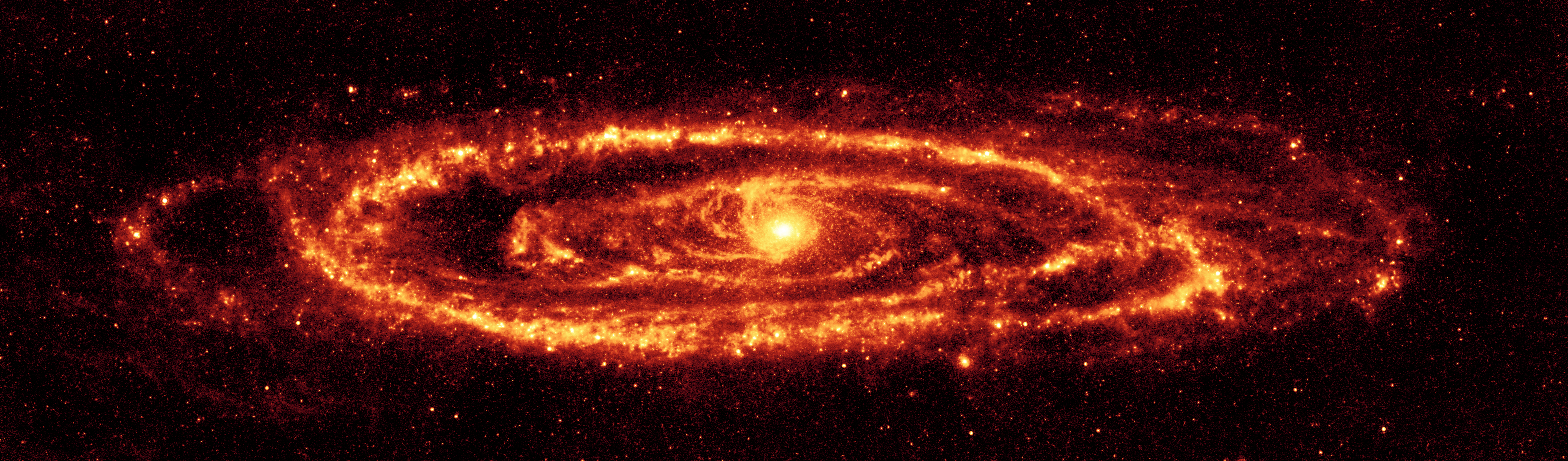
Der Andromedanebel im infraroten Licht bei 24 μm

In der Infrarotastronomie beobachtet man „kühle“ Objekte (kälter als 1100 K), die in anderen Spektralbereichen kaum zu sehen sind, oder Objekte, die in oder hinter einer interstellaren Wolke liegen. Zusätzlich hilft die IR-Spektroskopie bei der Analyse der betrachteten Objekte. Hierbei werden wie in der Chemie mittels Infrarotspektroskopie Banden bestimmter Substanzen nachgewiesen, beispielsweise das Methangas auf dem Exoplaneten bei Fixstern HD 189733.

### Elektronik und Computertechnik

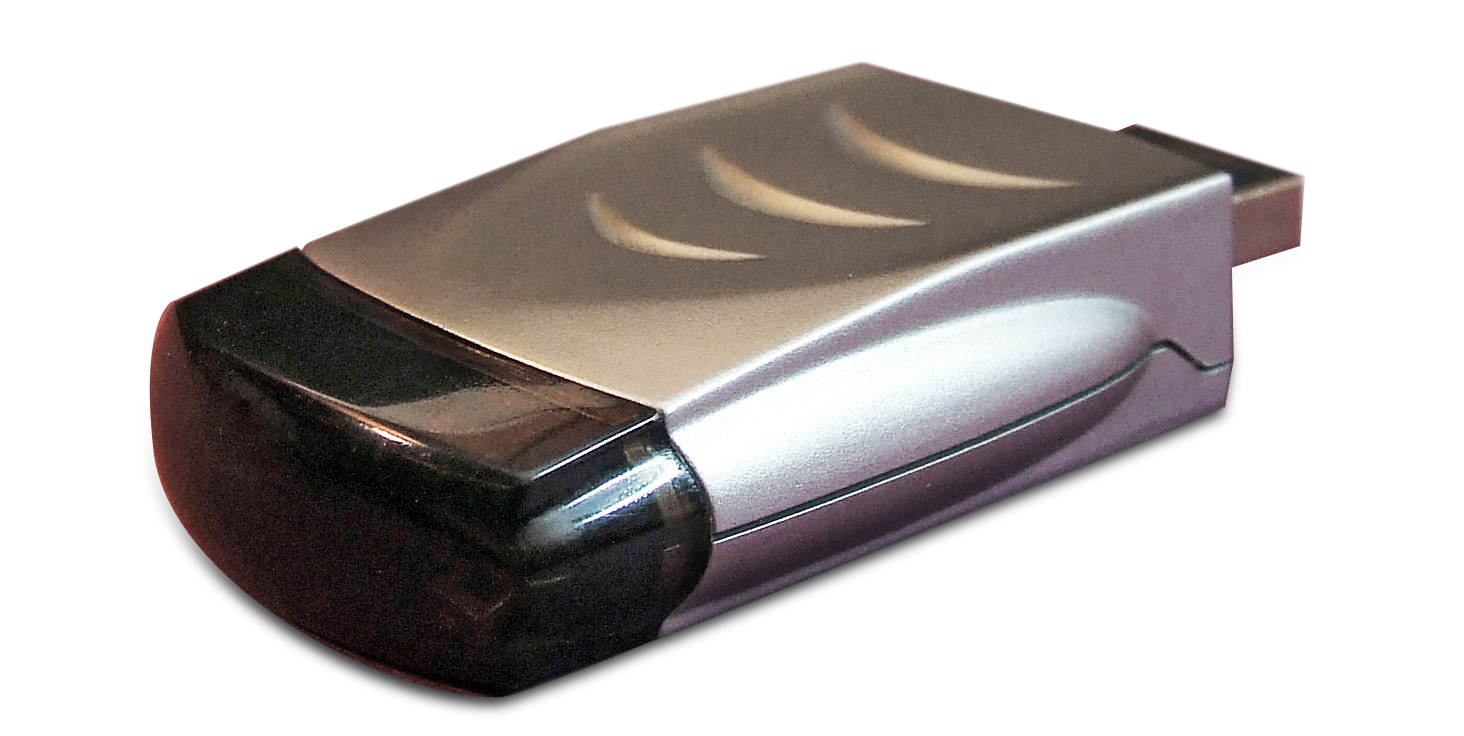
USB-Infrarotport für PC

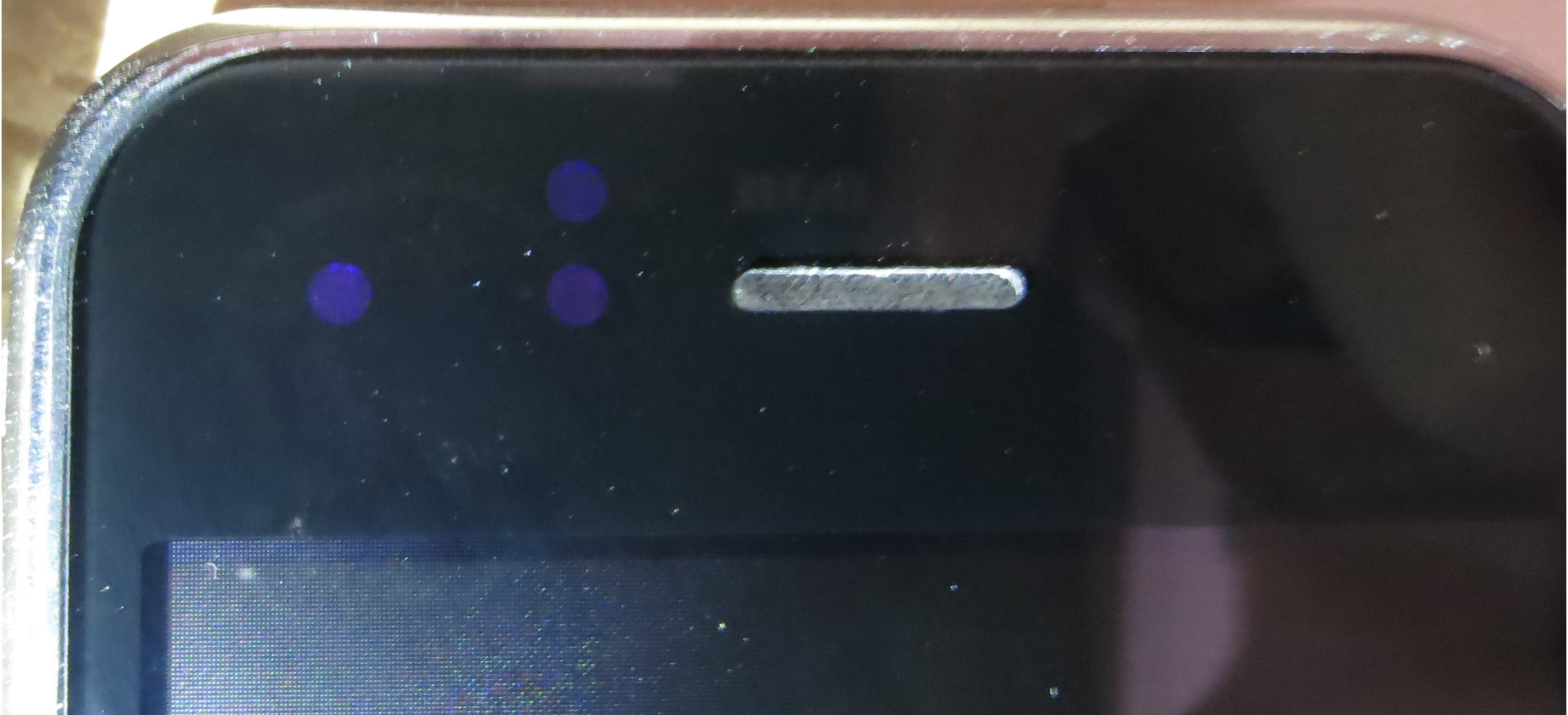
Infrarot-Sensoren an einem iPhone 3GS, die als Annäherungssensoren verwendet werden

Infrarotfernbedienungen, Optokoppler und die meisten Lichtschranken arbeiten im nahen Infrarot bei 880 bis 950 nm Wellenlänge, da hier Silicium-Photodioden und Phototransistoren ihre höchste Empfindlichkeit haben. Infrarotschnittstellen von Computern und Mobiltelefonen wie dem Nokia 8210 arbeiten ebenfalls in diesem Wellenlängenbereich und ermöglichen eine drahtlose Kommunikation mit Peripheriegeräten. Die optische Datenübertragung mittels IR-Laser durch die Atmosphäre wird durch die optische Freiraumübertragung charakterisiert.
Eines der ersten Unternehmen, die Infrarottechnik mit der EDV verbunden haben, war Hewlett-Packard. Im Jahre 1979 integrierte man dort erstmals eine IR-Schnittstelle in einen Taschenrechner, um so eine Verbindung zu einem Drucker herzustellen. Im Jahre 1990 wurde dann eine IR-Schnittstelle in einen Personal Computer integriert. Diese Schnittstelle wurde zu einem Standard. Da sie seriell arbeitete, wurde sie Serial Infrared (serielles Infrarot), abgekürzt SIR benannt. Aus Geschwindigkeitsgründen ist dieser Standard durch das abwärtskompatible Fast-IR abgelöst worden und mittlerweile weitestgehend durch Bluetooth ersetzt.
In der Telekommunikation wird IR-A aufgrund der geringen Absorption und Dispersion bevorzugt in Lichtwellenleitern verwendet. Die Standardwellenlänge liegt bei 1550 nm.
Die Wii-Fernbedienung und andere Anwendungen nutzen Infrarot-Leuchtdioden und Kameras zur Lage- und Bewegungserkennung im Raum.
Lichtstrahltelefon-Verbindungen auf Infrarotbasis konnten sich nicht durchsetzen. Infrarot-Lichtsprechgeräte ermöglichten im Kalten Krieg eine grenzüberschreitende abhörsichere Kommunikation und wurden von Geheimdiensten eingesetzt.

### Vegetation
Im nahen Infrarot besitzt die grüne Vegetation eine ungefähr sechsfach höhere Reflexion als im sichtbaren Spektralbereich, da frisches Blattgewebe ein gutes Reflexionsvermögen aufweist und die übrigen Wellenlängen vom Chlorophyll und den begleitenden Karotinoiden absorbiert werden. Dieser Effekt wird zur Erkennung von Vegetationsflächen genutzt. Es werden von einer Szene zwei Bilder genommen, eines im sichtbaren, das andere im nahen infraroten Bereich. Häufig werden Multispektralkameras verwendet. Durch Division beider Bilder wird die Vegetation deutlich sichtbar und kann leicht unterschieden werden.
Die auf diese Weise erkannte Vegetation wird von einem Fahrzeug oder Flugzeug vermessen. Die Vergleichsmessung von Vegetation in Innenräumen beobachtet eine Pflanze über einen längeren Zeitraum. Die Vermessung der Vegetation von Fahrzeugen aus gibt eine Aussage über die lokal vorherrschenden Bedingungen. Die Bestimmung des Flächenanteils der Vegetation zur gesamten Grundfläche aus der Luft aufgenommener Bilder ist ein häufiger Fall und das Vegetationsvolumen innerhalb eines vordefinierten Raumes wird bestimmt. Diese Volumenvermessung von Vegetation ist für Autobahn- und Straßenmeistereien sowie Betreiber von Schienennetzen von Bedeutung. Vegetation, die in das Lichtraumprofil von Fahrzeugen hineinragt, wird automatisch erkannt und der Rückschnitt kann veranlasst werden.
Über die spektrale Reflexion insbesondere im nahen bis fernen Infrarot von grüner Vegetation werden Vegetationstypen unterschieden, der jeweilige Gesundheitszustand der Vegetation wird erkannt. Der Gesundheitszustand der Pflanzen hängt in erster Linie von ihrer Wasserversorgung ab. Gemessen wird die Trockenheit, Pilz- und Insektenbefall ist zu erkennen.

### Fotografie

#### Infrarot-Fotografie

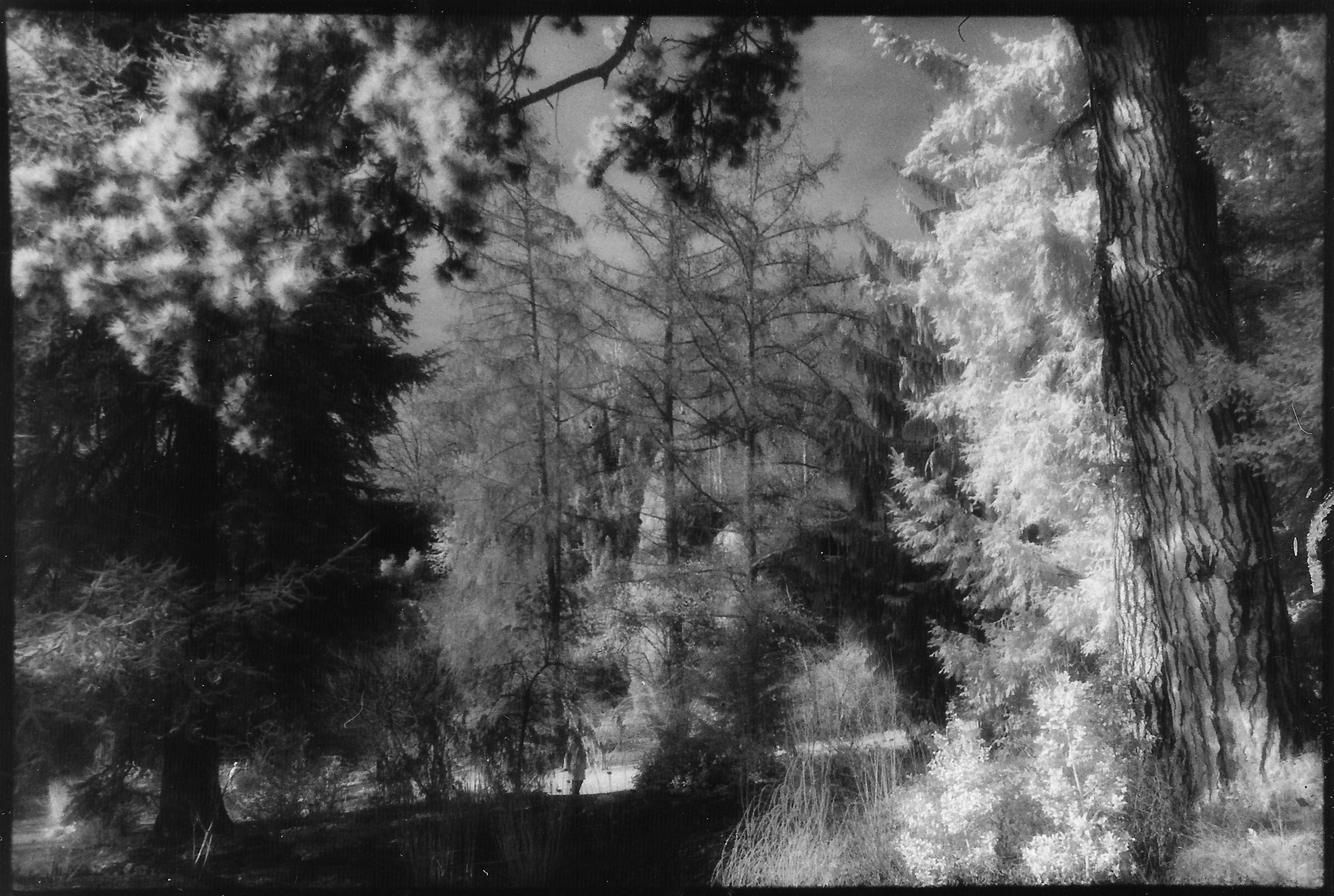
Infrarotbild auf Kodak HIE-Film (Botanischer Garten, Bern)

In der Analogfotografie können im nahen infraroten Bereich bis 820 nm sensibilisierte, sogenannte Infrarotfilme eingesetzt werden. Das sichtbare Licht wird durch vorgesetzte Filter gänzlich oder zum Großteil (Rotfilter) ausgeschaltet. Typisches Ergebnis ist der Wood-Effekt: ein dunkel abgebildeter Himmel und helle chlorophyllhaltige Pflanzenteile (Laub, Gras). Infrarot-Kameras können wegen der geringeren Streuung aufgrund der größeren Wellenlänge leichten Dunst und Nebel besser durchdringen.
IR-Aufnahmen werden bei Luftaufnahmen für Spionage und militärische (Luft- und Gelände-)Aufklärung eingesetzt. Weitere Nutzungen finden in der Astronomie und in Fahrerassistenzsystemen statt.
Farbfilme mit „Falschfarbenwiedergabe“ werden eingesetzt, um verschiedene infrarote Wellenlängen als Farben darzustellen. Einsatzgebiet dieser Materialien sind Luftbildaufnahmen zur Waldschadenskartierung und in der Luftbildarchäologie oder allgemein zur Untersuchung von Gemälden und Farbflächen.

#### Entfernungsmessung

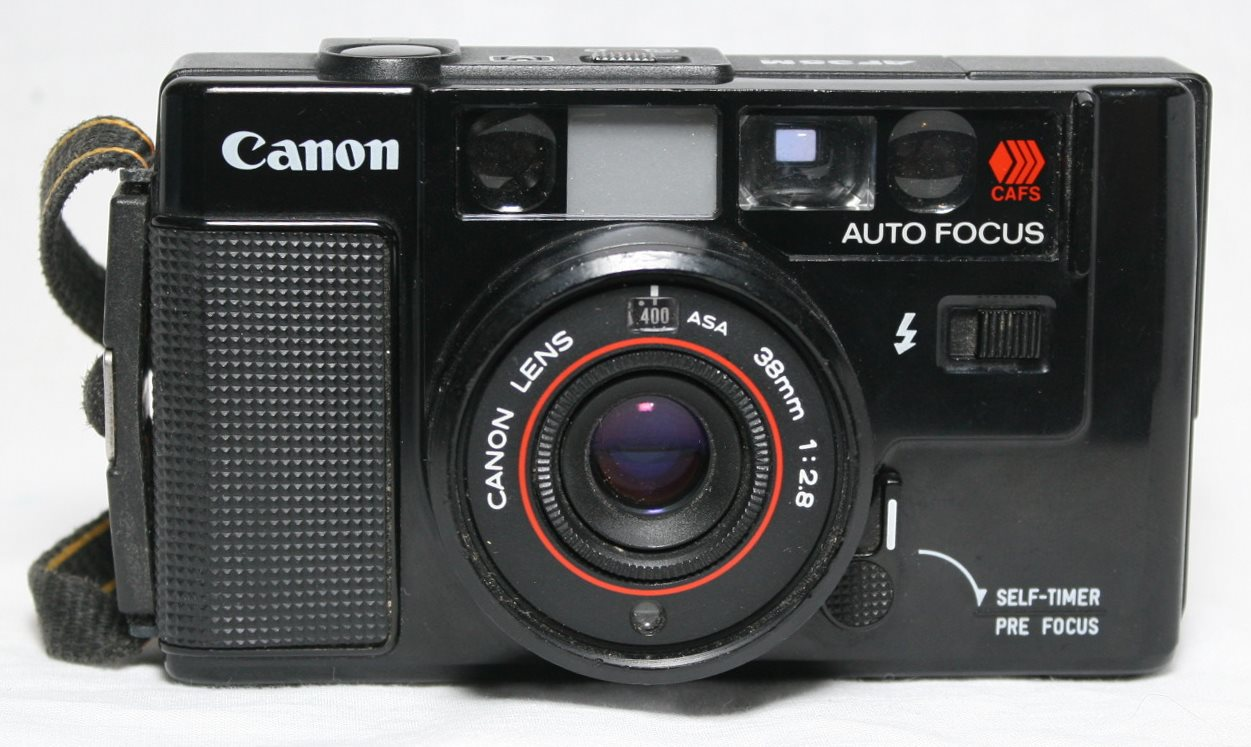
Canon AF35M mit Autofokus über Infrarot-Entfernungsmessung (1979)

Entfernungsmessung im Fotobereich kann mittels Infrarot-Laufzeitverfahren erfolgen. Die zurückgelegte Zeit zwischen dem ausgesandten Licht vom eingebauten Infrarotsenders zum Empfängersensor wird ausgewertet und automatisch auf das Objektiv oder in das eingebaute Blitzgerät übertragen. Manche Ausführungen arbeiten teilweise im sichtbaren Lichtspektrum und erlauben den Einsatz von optischen Autofokus-Systemen bei schlechten Lichtverhältnissen.

### Medizin
Heizlampen strahlen im Infraroten und sind schon seit langem für medizinische Zwecke im Einsatz.
Wärmestrahlung von Heizstrahlern, wie keramische Infrarotstrahler mit langwelliger IR-Strahlung oder vorrangig nahes Infrarot emittierende Rotlichtlampen, werden zur örtlichen Behandlung von Entzündungen (beispielsweise der Nasennebenhöhlen) eingesetzt. Für die Ganzkörper-Behandlung kommen Infrarotwärmekabinen zum Einsatz. Infrarotstrahlung wird in der Medizin häufig in Form von Lasern genutzt. Die Einsatzgebiete umfassen dabei insbesondere die Haut-, Augen- und Zahnheilkunde (Messen, Veröden, Schneiden, Koagulieren, Lichttherapie). Außerdem wird mit Infrarot nach den (wärmeren) eigentlichen Entzündungsherden gesucht, um diese effektiver behandeln zu können. Zum Auffinden lokaler Entzündungsherde wird Thermografie eingesetzt.
Nahes Infrarot dringt tief in und unter die Haut ein, während insbesondere MIR bereits an der Oberfläche der Haut und der Hornhaut des Auges absorbiert wird. Nahes Infrarot hoher Intensität (Laserstrahlung) ist daher besonders gefährlich für Augen und Haut, da es im Auge unbemerkt bis zur Netzhaut gelangt, dort fokussiert wird und Zerstörungen verursachen kann. Am Körper wird es in Regionen absorbiert, in denen sich keine Temperatursensoren befinden und kann daher oft unbemerkt Schäden verursachen.
Zur Fiebermessung werden Pyrometer verwendet, die die Temperatur im Ohr anhand der Wärmestrahlung im mittleren Infrarot messen. Schließlich dient die Pulsoxymetrie zur Messung der Sauerstoffsättigung roter Blutkörperchen.

### Polizei und Militär

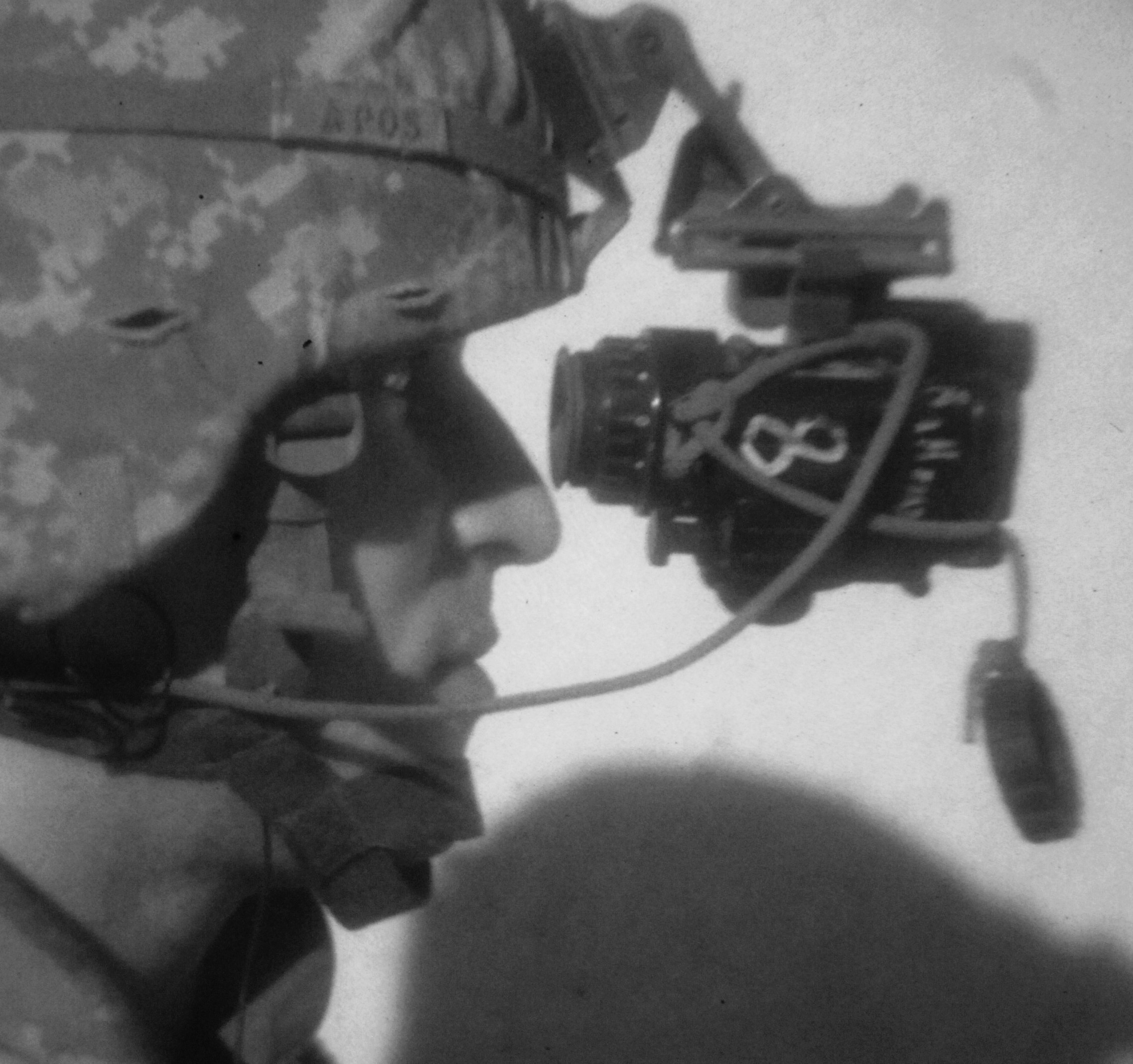
Am Helm eines Soldaten befestigtes Nachtsichtgerät

Polizei und Militär nutzen tragbare Nachtsichtgeräte und Restlichtverstärker im Nahen Infrarot, dessen zentrales Bauteil Bildverstärker sind, um in der Dunkelheit ansonsten nicht sichtbare Objekte erkennen zu können. Zusätzlich kann mit Infrarot beleuchtet werden. Hubschrauberpiloten fliegen nachts mit Hilfe einer am Helm befestigten Nachtsichtbrille, bei der vor jedem Auge ein einfarbiges Abbild der Nahinfrarotstrahlung von Objekten am Boden erzeugt wird. Außen am Hubschrauber kann ein bewegliches Kamerasystem montiert sein, das im sichtbaren wie im mittleren Infrarot Videos und Wärmebilder liefert. Diese werden zum Beispiel bei der Suche nach vermissten oder flüchtigen Personen auch in der Dunkelheit benutzt.
Viele Typen selbständig zielsuchender Lenkflugkörper finden ihr Ziel über Wärmestrahlung, die sichtbare heiße Teile, insbesondere Abgasdüsen und -rohre von Turbinen, Verbrennungs- und Raketenmotoren ausgesandt wird. Zur Abwehr verfügen neuere Kampfflugzeuge und Militärschiffe über Einrichtungen, die Täuschkörper (Flares) ausstoßen, um diese Waffen vom Zielobjekt wegzuleiten.
Imaging Infra-Red (IIR) erzeugt  Bilder im Infraroten und verarbeitet diese, um typische Ziele besser erkennen zu können.

### Thermografie

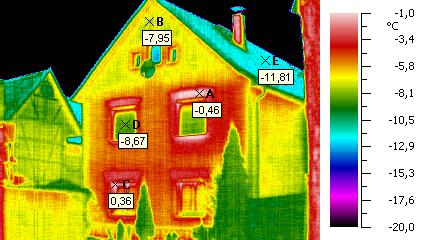
Bauthermografie:
Außenwand ohne Wärmedämmung

Mit Hilfe der Thermografie lassen sich „Wärmebilder“ erzeugen, für die die Infrarotstrahlung der Wärme von Gegenständen genutzt wird. Eine bekannte Anwendung ist die Bauthermografie zur Qualitätssicherung und Visualisierung von Wärmebrücken und Wärmeverlusten an Gebäuden. Im Ergebnis können dann wärmedämmende Maßnahmen gezielt eingesetzt werden. Die Feuerwehr benutzt tragbare Wärmebildkameras zum Aufspüren von Brandherden und Glutnestern oder zu rettenden Personen in verrauchten Innenräumen.
In der Diagnose und Instandhaltung von elektrischen, elektronischen und mechanischen Baugruppen, Anlagen oder Maschinen wird die Thermografie als ergänzende Messmethode zur präventiven Mängel- und Schadenserkennung eingesetzt. Berührungslos können damit kritische Zustände (englisch: „hot spots“) von Maschinen, Anlagen und Installationen während des Betriebes ermittelt werden, um frühzeitig Maßnahmen zum Begrenzen der Wirkungen zu treffen und Ausfälle und Schäden zu vermeiden.
Die Thermografie wird bei der Schwingungsanalyse und Festigkeitsprüfung eingesetzt. Risse und lose Verbindungen verraten sich durch ihre Wärmeentwicklung. Mit Infrarotpyrometern werden berührungslos Prozesstemperaturen und Temperaturen von Bauteilen und Kühlkörpern gemessen und kontrolliert.

### Materialbearbeitung
Viele thermische Verfahren in der Industrie werden durch Infrarotstrahlung vorgenommen. Hierzu zählt das Trocknen (zum Beispiel von Papierbahnen), das Aushärten mittels Wärme und das Erweichen von Kunststoffen, um sie zu verformen. Hierfür werden Infrarotstrahler eingesetzt, die mit Gas oder elektrisch beheizt werden.
Die meisten Laser zur Laser-Materialbearbeitung (zum Beispiel Laserschneiden, Schweißen, Härten, Lasergravieren, Bohren) arbeiten bei Infrarot-Wellenlängen.

### Sicherheitsmerkmale

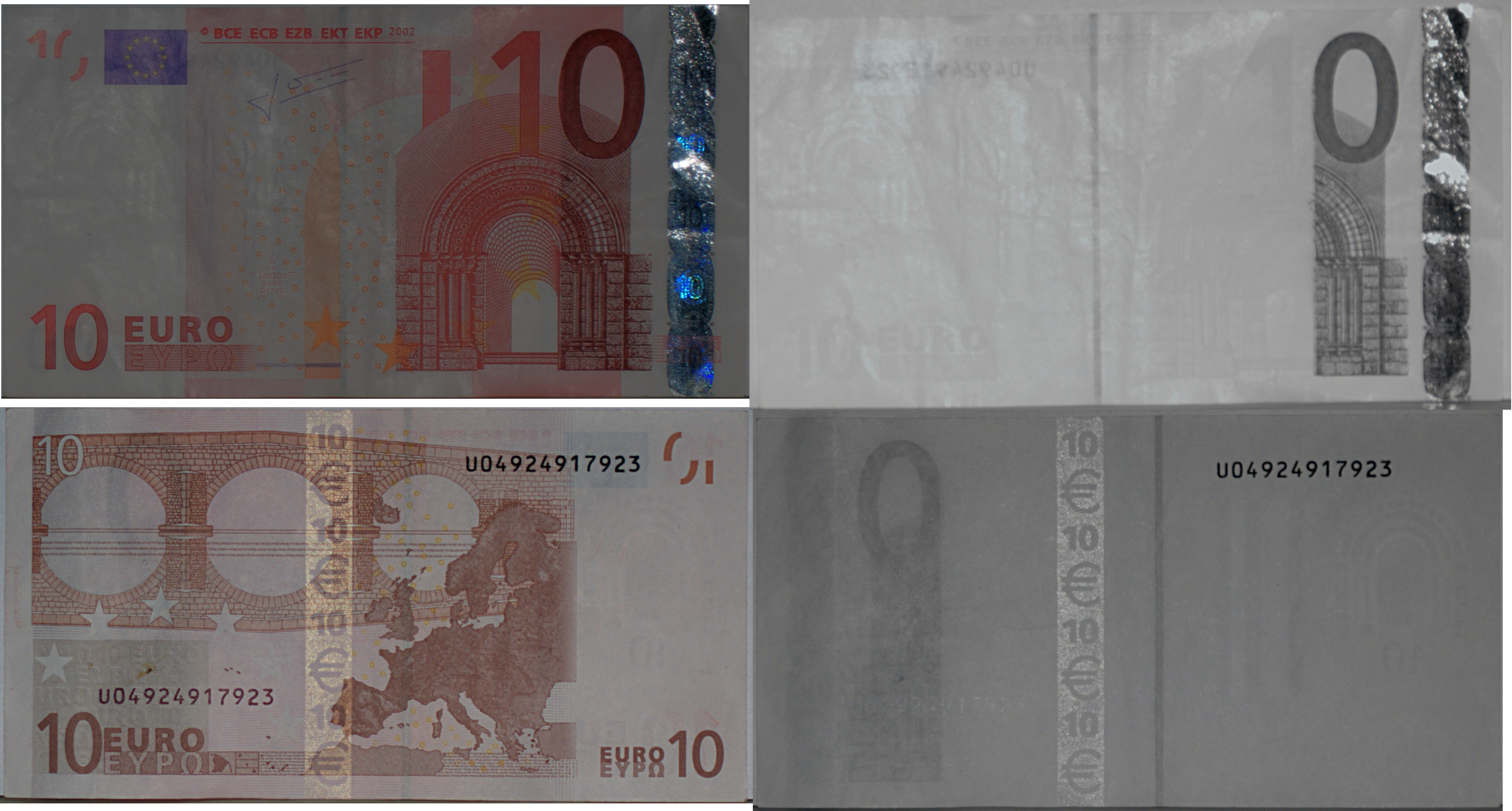
Geldscheine: links im Sichtbaren, rechts infrarot beleuchtet und durch ein Nachtsichtgerät fotografiert

Infrarotsensitive Sicherheitsmerkmale in Pässen und Geldscheinen werden mit Infrarot-Testgeräten überprüft. So erscheinen bei Euroscheinen aufgrund abweichender Infrarotabsorption bestimmter Druckfarben Motive. Bei Bestrahlung mit Infrarot (zum Beispiel mit einer Infrarot-Leuchtdiode) und Betrachtung mithilfe einer infrarotempfindlichen Kamera werden diese Motive sichtbar – andere, mit bloßem Auge sichtbare Motive verschwinden hingegen.

### Gastronomie
Infrarotstrahlung wird in der Gastronomie eingesetzt. In Form von Heizstrahlern und Heizpilzen sind sie für Außen- und Raucherbereiche häufig anzutreffen. Zudem werden sie auch für den kulinarischen Genuss eingesetzt in Form von Infrarotgrills (als großer Gastrogrill oder kleiner Tischgrill). Im Vergleich zu klassischen Holz-, Elektro- oder Gasgrills haben sie durch die Wärmestrahlung den Vorteil, dass kein Fett auf die Heizelemente trifft, da die Strahler oberhalb des Grillguts angebracht sind. Dadurch wird Rauchentwicklung verhindert.